# Ідеальна ціна
Ідеа́льна ціна́  (perfect price) — Адам Сміт вважав, що за вільного і відкритого ринку покупець і продавець можуть відшукати один одного і домовитися про теоретично вірну ціну на будь-який товар чи послугу. Розмаїття інформації в інтернеті і легкість встановлення контактів через цю мережу дають покупцям і продавцям можливість наблизитися до ідеальної ціни.